# Trametes cubensis
Trametes cubensis är en svampart som först beskrevs av Jean François Montagne, och fick sitt nu gällande namn av Pier Andrea Saccardo 1891. Trametes cubensis ingår i släktet Trametes och familjen Polyporaceae.   Inga underarter finns listade i Catalogue of Life.